# Internet art

RE: The E-Mail Art & Internet-Art Manifesto, Guy Bleus e 34 net artistas, 1997

Internet art[nota 1] é a designação de um movimento global de arte contemporânea a qual é produzida "para" e "pela" internet. Depois que a rede mundial de computadores deixou de ser de uso exclusivo dos cientistas e militares, os artistas do ocidente até os ex-comunistas do leste europeu tornaram-se seus primeiros participantes. O centro de produção de multimídia Ljumila, na Eslovênia, criado pelo "Open Society Institute", de George Soros, inovou ao utilizar sites de artistas na educação.
| “ | Uma estética da invasão, pirataria, leitura, fala, navegação, compra e desejo. -- David Garcia e Geert Lovink | ” |

Uma de suas principais características estéticas envolvem a interatividade, por meio da qual o interagente, atuador ou usuário é capaz, em alguns casos, de modificar o conteúdo do que está sendo acessado, em tempo real, de modo a transformar o evento em função de sua participação.
A criação de um trabalho de arte para a internet, parte do princípio de estabelecer-se relações com a sensibilidade do internauta, tornando a navegação, uma experiência insólita, cômica, hermética, repetitiva, labiríntica, estética etc.
Assim, a leitura de típicos trabalhos de Internet art que se utilizam de elementos do universo computacional (botões padrão, barras de navegação, mensagens típicas de softwares etc.) dependerão da existência das informações deste universo no repertório visual e cotidiano do visitante. Em outras palavras, se ele não conhecer do que se trata, sua leitura corre o sério risco de não ser satisfatória e ficar somente em nível estético ou da composição estrutural das imagens.
A Internet art é uma expressão multimídia que reúne as linguagens em um universo virtual. O que se produz para a Internet, parte de conceitos oriundos de outros meios, tais como: pintura, fotografia, literatura, arquitetura, design, cinema, vídeo entre outros.
Embora o campo de exposição da Internet art, seja a própria WEB, na 24ª Bienal Internacional de São Paulo, de 1998, houve a incorporação artificial de trabalhos conectados à rede mundial, que além de reunir links para obras de vários artistas nacionais e estrangeiros, a curadoria preocupou-se com o desenvolvimento de um aplicativo, que permitia a navegação em uma trama de conceitos sobre o que estava sendo exposto.
Talvez as bienais do futuro não ocorram mais num prédio físico, mas possam ser instaladas no hiperespaço, para que os espectadores interajam ou simplesmente fruam as obras em exposição.